# الأشرعة البيضاء
نبتة الأشرعة البيضاء أو «العلم الأبيض» أو «المعمرة دائمة الخضرة» أو زهرة القمر، تعتبر شجيرة من الفصيلة القلقاسية «اللوفية» موطنها الأصلي بكولومبيا.
وهي فصيلة من النباتات تتبع رتبة المزماريات من صف كاسيات البذور.

## الوصف
تنمو جذوع الأشرعة البيضاء من التربة مباشرةً، لها أوراقها خضراء كبيرة وغامقة تصل إلى 20 سم طولاً و7 سم عرضاً، لها عرق وسطي مميز تبرز منه تعرقات فرعية ريشية الشكل.
تنتج نبتة الأشرعة البيضاء أزهاراً بيضاء صغيرة محمولة على ساق رفيعة، تحتضنها ورقة بيضاء ناصعة البياض ما يصطلح عليه في القاموس العربي بالقنابة.

## العناية والتكاثر
للعناية ببتة الأشرعة البيضاء تحتاج إلى توفير مكان ملائم بضوء خفيف إلى متوسط، حيث أنها تنمو وتزدهر في الجو الدافئ، ويصل مستوى تحملها انخفاض الحرارة إلى 12 درجة مئوية وهي نبتة تحب الرطوبة العالية.
بعد ذبول الأزهار يستحسن قصها من الأسفل لحثها على الإزهار مرة أخرى.
تتطلب شجيرة الأشرعة البيضاء ريا غزيرا أثناء فترة النمو النشط وذلك من نهاية شهر مارس إلى نهاية شهر أكتوبر.إلى ان يتم تقليل عملية الري خلال فصل الشتاء.

### التكاثر
تنمو لشجيرة الأشرعة البيضاء خلفات أو فتائل ونموات بجوار النبتة الأم، حيث يمكن فصلها عن النبات الأصلي عندما تكون في الحوض الذي يستحسن توسيعة من فترة إلى أخرى، ويتم الشتلات المتفرعة عن النبتة الأم في تربة الحوض أو مكان آخر إن كان لها مجموع جذري، حيث ستنمو وتتطور في الظروف الملائمة وتصبح لها فتائل متفرعة هي الأخرى عن النبتة الأم.
وفي حالة عدم وجود جذور يمكن أن توضع الفتائل في وعاء مائي بأن يُغمَر الجزء السفلي منها حتى تتكون وتظهر الجذور وتنمو ثم تغرس في التربة الدائمة بالحوض أو الحديقة أو المحبق والأصيص.